# Glyphodes pulverulentalis
Glyphodes pulverulentalis is een vlinder uit de familie van de grasmotten (Crambidae), uit de onderfamilie van de Spilomelinae. De wetenschappelijke naam van deze soort is voor het eerst voorgesteld door George Francis Hampson in een publicatie uit 1896.

## Verspreiding
De soort komt voor in China, Japan, India (Nagaland), Myanmar, Thailand, Papoea-Nieuw-Guinea, Australië (Queensland).

## Waardplanten
De rups leeft op Morus alba (Moraceae), Solanum melongena (Solanaceae).